# Adam Parvipontanus
Adam Parvipontanus (* um 1100 in Balsham bei Cambridge; † vor 1159) war ein englischer Logiker und Philosoph.
Er wurde auch Adam of Balsham, Adam du Petit-Pont, Adamus de Parvo Ponte, Adamus Balsamiensis, Adam of the Petit Pont genannt. Der Namenszusatz Parvipontanus stammt daher, das er am Petit Pont in Paris studierte und lehrte.
Seine Familie hatte französische Wurzeln. In Paris studierte er mit Petrus Lombardus. Dort lehrte er auch an der Petit Pont das Trivium (Grammatik, Rhetorik, Dialektik). Einer seiner Schüler war John of Salisbury und er wurde von Alexander Neckam (Nequam, geboren 1157 und ebenfalls an der Petit Pont) bewundert (nach Minio-Paluello stammt eine zweite Version der Ars Disserendi von ihm). 1145 wurde er Kanoniker in Paris. Er verbrachte dort rund 12 Jahre, bevor er nach England zurückkehrte, wo er wahrscheinlich kurz vor 1159 starb.
Er hat sich auch mit der Ersten Analytik von Aristoteles befasst, indem er einen Kommentar und eine partielle eigenständige Bearbeitung verfasste (Ars Disserendi). In seinem Buch über Logik von 1132 erwähnt und analysiert er das Paradoxon „Der Lügner“, eine von dessen frühesten Erwähnungen im Mittelalter. Die Quellen des Paradoxons im Mittelalter sind nicht genau bekannt, aber bereits Ende des 12. Jahrhunderts erscheint die erste  lateinische Abhandlung darüber, Insolubilia Monacensia (anonym, Handschrift in München). Der nächste größere Fortschritt in dieser Frage stammt erst von Thomas Bradwardine im 14. Jahrhundert. Er erkannte in der Ars Disserendi auch die Möglichkeit, dass unendliche Mengen echte Teilmengen ihrer selbst sein können, was später im 19. Jahrhundert Richard Dedekind (1888) und Georg Cantor sowie Charles Sanders Peirce (1885) für eine Definition unendlicher Mengen nutzten.
Seine Anhänger waren als Parvipontani (oder Adamitae) Konkurrenten der älteren Philosophen- und Logiker-Schule von Abälard (die Nominales), neben den Anhängern von Parvipontanus waren das die von Gilbert von Poitiers (Porretani oder Gilebertini), von Robert von Melun (Melildunenses oder Robertini) und Alberic von Paris (Montani oder Albricani).

## Werke
- Ars disserendi (auch Dialectica Alexandri), 1132,
  - neu herausgegeben von Lorenzo Minio-Paluello: Adam Balsamiensis Parvipontanoi Ars Disserendi (Dialectica Alexandri), Lorenzo Minio-Paluello (Herausgeber) Twelfth century logic: Texts and Studies, Band 1, Rom: Edizioni di storia e letteratura, 1956 (und sein in der Literatur zitierter Aufsatz von 1956)
- De utensilibus (Epistolae), Ausgabe Hoffmann von Fallersleben Epistola Adami Balsamiensis ex codice coloniense, 1853
- De infinito